# Ausekļa iela
Ausekļa iela est une rue à Rīga en Lettonie,.

## Présentation
La rue Ausekļa est située dans le district du Nord, à proximité du Centrs. 
Ausekės iela commence à son intersection avec  Elizabetes iela et se termine à son intersection avec Hanzas iela. 
La longueur totale de la rue est de 367 mètres.
Ausekės iela est une rue à sens unique, que l'on peut parcourir de Hanzas iela à Elizabetes iela.

## Galerie

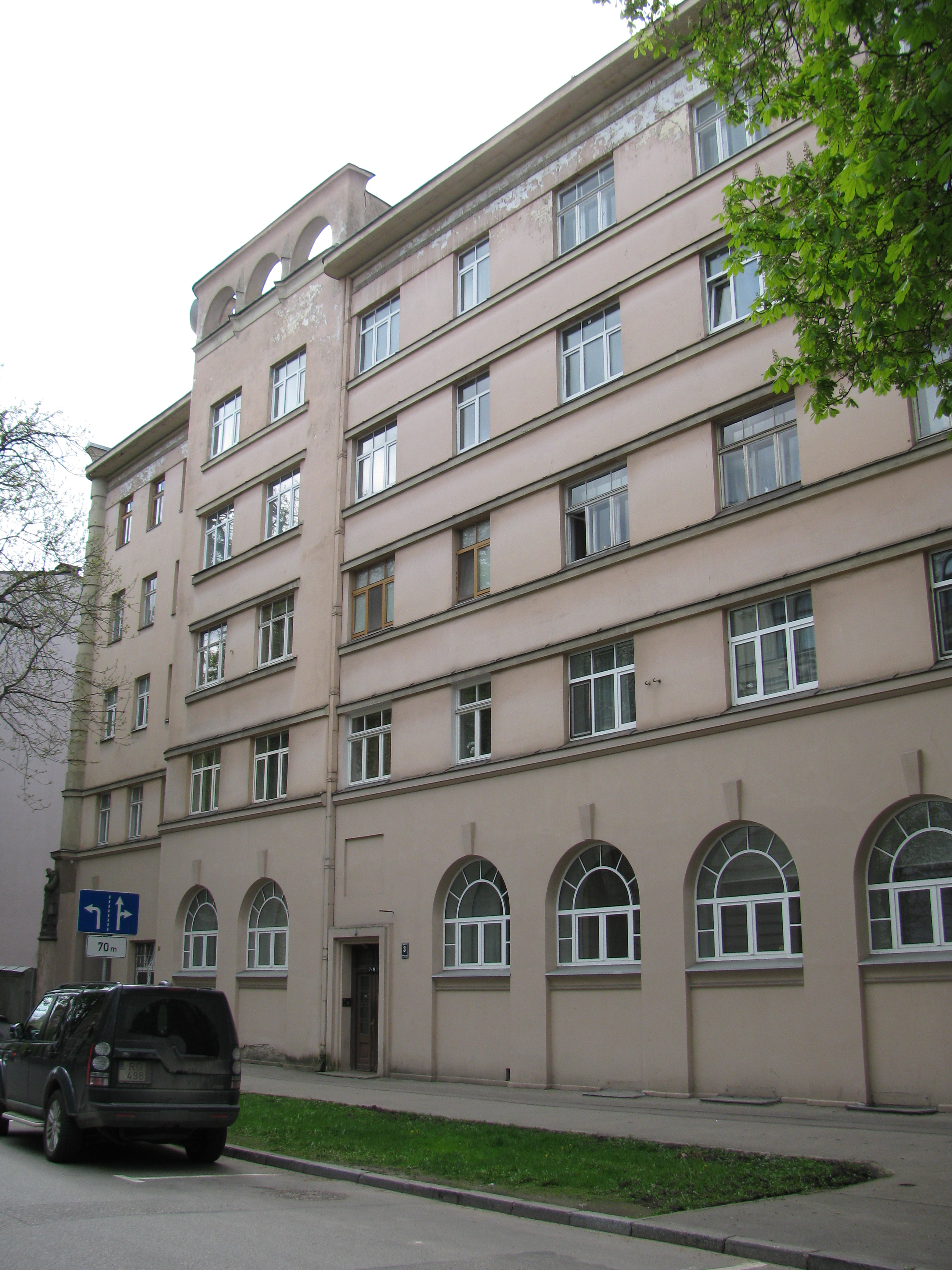
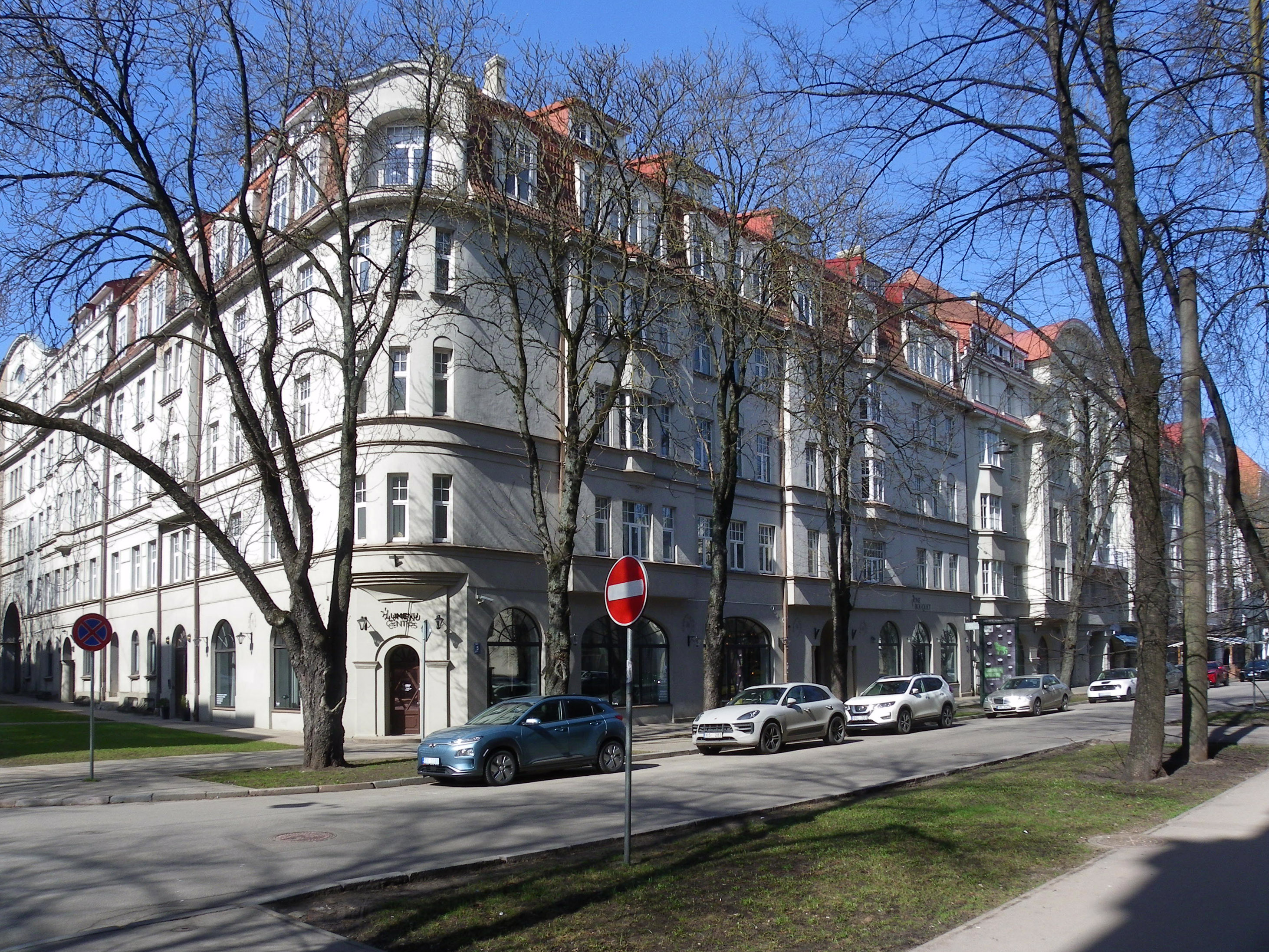
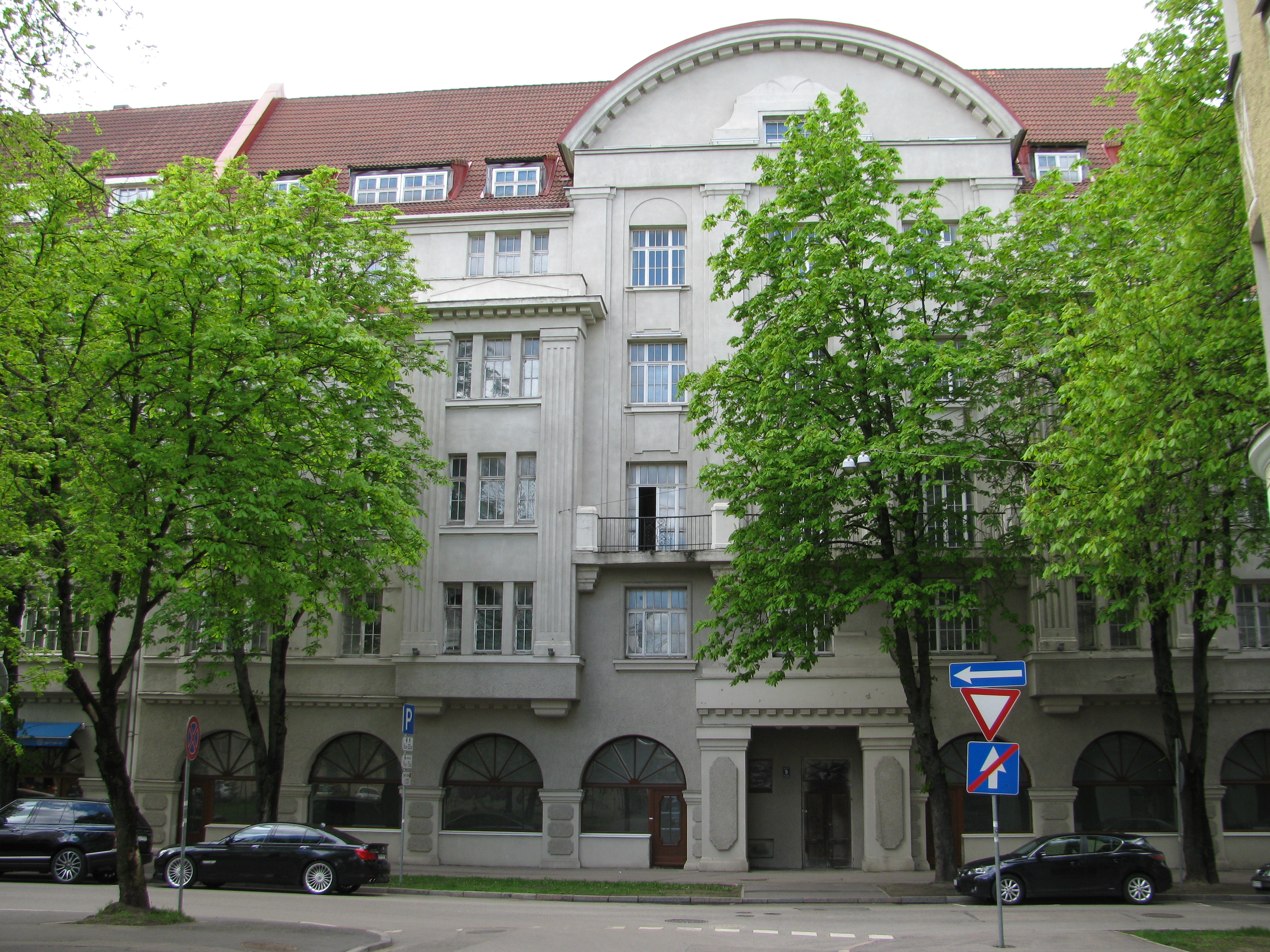
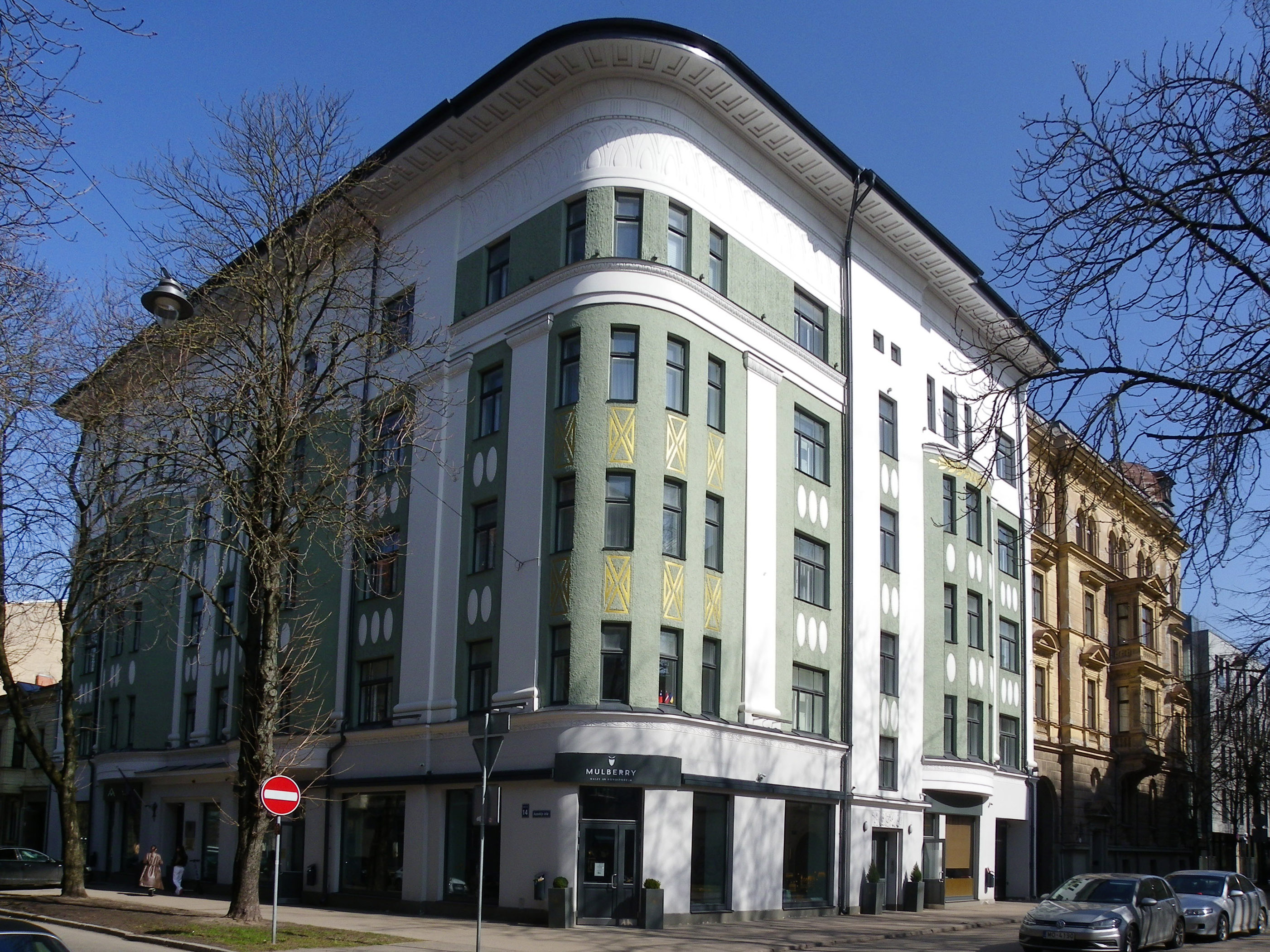

## Transports publics
- Tram:  5  7  11